# Meinhard Füllner

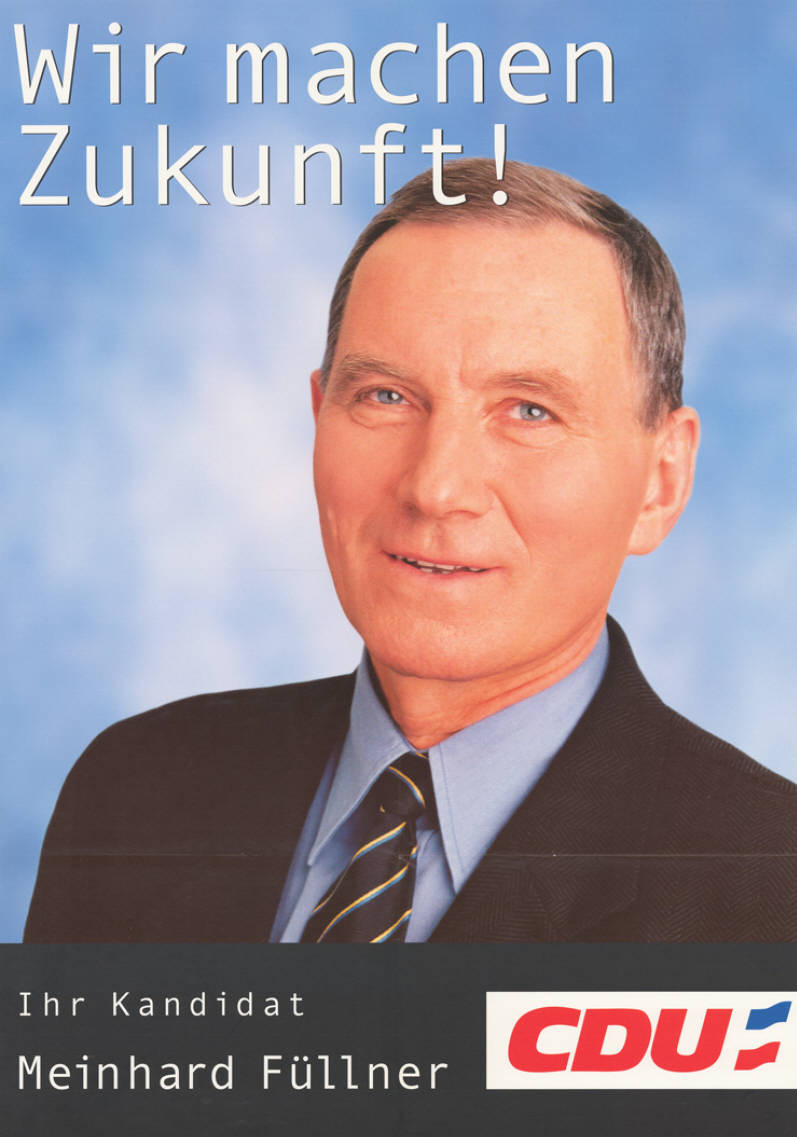
Meinhard Füllner auf einem Landtagswahlplakat 2000

Meinhard Füllner (* 26. Dezember 1941 in Pałuki, Landkreis Zichenau, Ostpreußen) ist ein deutscher Politiker (CDU).

## Leben
Füllner absolvierte abgeschlossene Ausbildungen als Bäcker im väterlichen Betrieb und als Feinmechaniker im Drägerwerk Lübeck. Nach dem Abitur an einem Abendgymnasium studierte er an einer Pädagogischen Hochschule mit den Schwerpunkten Psychologie und Geographie und arbeitete als Lehrer an einer Grund- und Hauptschule. 1970 wurde er in Pogeez in den Gemeinderat gewählt und war von 1972 bis 1988 Bürgermeister der Gemeinde im Kreis Herzogtum Lauenburg. 1975 wurde er erstmals in den Kreistag gewählt, dem er bis 1990 angehörte. Von 1986 bis 1990 war er Erster Kreisrat und in dieser Funktion Stellvertreter des Landrats.
Von 1981 bis 1999 war Meinhard Füllner Vorsitzender des CDU-Kreisverbandes Herzogtum Lauenburg.
Von 1987 bis 2000 war er Mitglied des Schleswig-Holsteinischen Landtags, wobei er 1987 im Wahlkreis Lauenburg-Ost und 1996 im Wahlkreis Lauenburg-Nord direkt gewählt wurde. 1988 und 1992 zog er über die CDU-Landesliste in den Landtag ein. In der 12., 13. und 14. Wahlperiode war er Parlamentarischer Geschäftsführer der CDU-Landtagsfraktion. 1994 gehörte er der Bundesversammlung zur Wahl des Bundespräsidenten an.
2003 wurde er erneut in den Kreistag des Kreises Herzogtum Lauenburg gewählt und ist seither Kreispräsident des Kreises Herzogtum Lauenburg. Nach seiner Mitgliedschaft im Landtag war er mit verschiedenen Aufgaben in der unteren und oberen Schulaufsicht betraut und auch als Berater für Schulentwicklung im Lande tätig.
Füllner ist verheiratet und hat zwei Kinder. Im Bereich der Kunst und des Kunsthandwerks fertigt er in verschiedensten Techniken Acrylbilder und Skulpturen besonders aus Stahl.

## Auszeichnungen
- 1985: Freiherr-vom-Stein-Medaille
- 2002: Bundesverdienstkreuz am Bande